# Luoge
Luoge (kinesiska: 倮格乡, 倮格) är en socken i Kina. Den ligger i provinsen Sichuan, i den sydvästra delen av landet, omkring 410 kilometer söder om provinshuvudstaden Chengdu. Antalet invånare är 5 293. Befolkningen består av 2 527 kvinnor och 2 766 män. Barn under 15 år utgör 30 %, vuxna 15-64 år 62 %, och äldre över 65 år 6,0 %.
Genomsnittlig årsnederbörd är 1 211 millimeter. Den regnigaste månaden är juli, med i genomsnitt 275 mm nederbörd, och den torraste är januari, med 5 mm nederbörd.